# Patrimoni natural

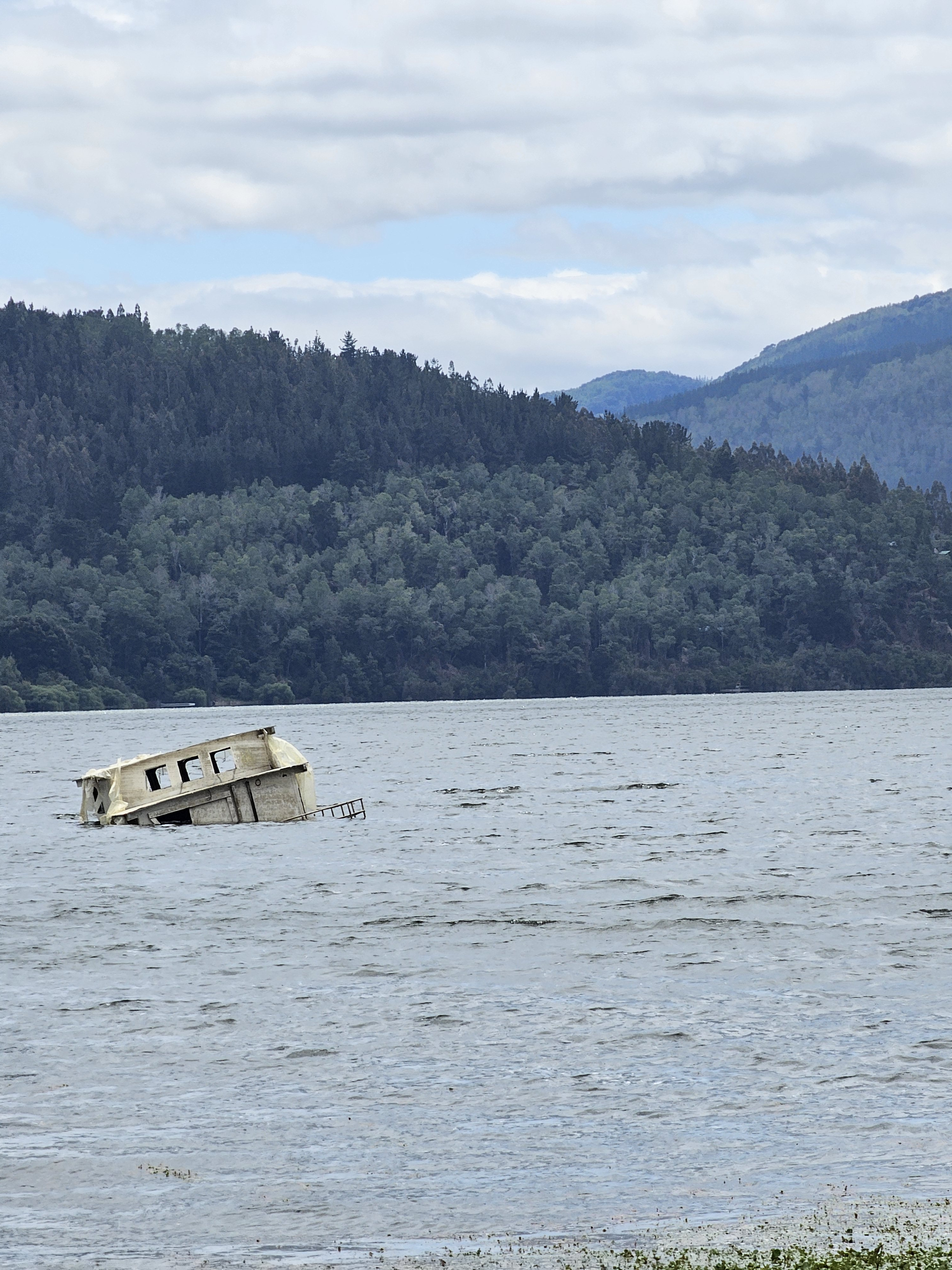
Llac Lanalhue a Xile.

El patrimoni natural, segons la Convenció sobre Protecció del Patrimoni Mundial, Cultural i Natural de 1972, està conformat, a similitud al patrimoni cultural, per:
- Monuments naturals d'excepcionalitat estètica o científica constituïts per formacions físicas i biológiques.
- Formacions geològiques i fisiogràfiques així com zones delimitades que constitueixin l'hàbitat d'espècies animals i vegetals amenaçades.
- Llocs o zones naturals de valor excepcional des del punt de vista científic, conservacionista o estètic.

## Marc legal de protecció del patrimoni natural
El patrimoni natural gaudeix d'un conjunt de lleis i categories específiques de protecció que garanteix la seva conservació. Tot i ser considerat un patrimoni immoble, les lleis que el regulen són sensiblement diferents a les que regulen el patrimoni cultural. Les normatives que regulen el patrimoni natural provenen d'àrees com les polítiques forestals, polítiques de l'aigua, de prevenció d'incendis, etcètera. Normatives que, principalment, queden a l'empara de departaments de Medi Ambient. Així, per exemple, la Norma Granada s'ocupa de la valoració d'arbres i arbustos ornamentals. per tal de poder declarar-los patrimoni natural i poder ser protegits per llei pels òrgans de govern competents.